# Боде, Иоганн Элерт
Иоганн Элерт Бо́де (нем. Johann Elert Bode, 19 января 1747, Гамбург — 23 ноября 1826) — немецкий астроном.

## Биография
Родился 19 января 1747 года. Был старшим из девяти детей в семье гамбургского купца. Образование получил, преимущественно, домашнее. В юности перенёс серьёзное заболевание правого глаза, которое привело к частичной потере зрения.
В 1765 году врач Генрих Реймарус познакомил его с учителем математики Академической гимназии Иоганном Георгом Бюшем, который был впечатлён математическими способностями юноши и позволил ему использовать свою библиотеку и инструменты для самостоятельного обучения. В 1766 году, когда Боде было 19 лет, было напечатано его первое научное сочинение. Вслед за наблюдением солнечного затмения 5 августа 1766 года последовало независимое совместное открытие кометы C/1769 P1 (англ.) C/1769 P1 (Мессье) в 1769 году. Он также наблюдал прохождение Венеры по диску Солнца 3 июня 1769 года и кометы D/1770 L1 (англ.) в 1770 году.
В 1772 году Боде опубликовал эмпирическую формулу, открытую Иоганном Даниэлем Тициусом в 1766 году — т. н. Правило Тициуса — Боде; 31 декабря 1774 года он открыл галактики М 81 и М 82.
В 1772 году получил место астронома при Берлинской академии наук, потом стал её членом и до самой своей смерти издавал «Берлинский астрономический ежегодник», сделавшийся настольной книгой для астрономов. В 1786 году он стал директором Берлинской обсерватории, которую возглавлял до своей смерти.
Боде прославился также своими работами по орбите Урана, открытой в 1781 году. Именно от него последовало предложение именовать планету Ураном, в честь бога неба из греческого пантеона.
Помимо ежегодника, Боде опубликовал «Anleitung zur Kenntniss des gestirnten Himmels» (11-е изд. — 1858) и два атласа неба. В его атласе «Uranographia sive astrorum descriptio» (2-е изд., 1819) было занесено 17240 звёзд, на 1200 больше, чем было известно до него. Большим распространением пользовалось его «Représentation des astres» (1782), содержащее на 34 небольших листах все звёзды, видимые невооружённым глазом над берлинским горизонтом, вместе с главнейшими телескопическими звёздами, каталогом и мифологическим объяснением отдельных созвездий.
Из других его сочинений:
- «Entwurf der astronomischen Wissenschaft» (2 изд. 1825);
- «Allgemeine Betrachtungen über das Weltgebäude» (3 изд. 1834).

В 1785 году он стал членом-корреспондентом, а в 1794 году — почётным членом Российской академии наук в Санкт-Петербурге. С 1786 года он был членом Прусской академии наук. В 1789 году он был избран членом Лондонского королевского общества.
В честь Иоганна Элерта Боде названы:
- галактика M81, открытая Боде в 1774 году;
- комета C/1779 A1, открытая Боде 6 января 1779 года;
- астероид (998) Бодея, открытый в 1923 году:
- кратер на Луне.